# A Winter Symphony
A Winter Symphony è un album in studio natalizio della cantante britannica Sarah Brightman, pubblicato nel 2008.

## Tracce
1. Arrival – 3:15
2. Colder than Winter – 4:02
3. Ave Maria (feat. Fernando Lima) – 4:08
4. Silent Night – 3:08
5. In the Bleak Midwinter – 3:43
6. I've Been This Way Before – 3:50
7. Jesu, Joy of Man's Desiring – 3:58
8. Child in a Manger – 3:08
9. I Wish It Could Be Christmas Everyday – 4:48
10. Amazing Grace – 3:04
11. Ave Maria – 2:52
12. I Believe in Father Christmas – 3:44